# Oxytate subvirens
Oxytate subvirens es una especie de araña cangrejo del género Oxytate, familia Thomisidae. Fue descrita científicamente por Strand en 1907.

## Distribución
Esta especie se encuentra en Sri Lanka.

## Tratamiento taxonómico
La especie aparece registrada y publicada en Süd- und ostasiatische Spinnen. Abhandlungen der Naturforschenden Gesellschaft Görlitz 25: 107–215.